# Lithospermum hintoniorum
Lithospermum hintoniorum là loài thực vật có hoa trong họ Mồ hôi. Loài này được B.L. Turner mô tả khoa học đầu tiên năm 2002.